# Panic (band)
Panic was een Amsterdamse punkband van het eerste uur. De band heette aanvankelijk Big Peter and the Garage en maakte rock-'n-rollmuziek in de stijl van de jaren vijftig. In 1977 stapte de band over op punkmuziek. De band stond vooral bekend om de chaotische optredens en de wilde toeren van de lange zanger Peter ten Seldam (ook wel “Peter Penthouse” genoemd). In 1978 verscheen de lp "13".
Op 4 juli 1978 speelde Panic op verzoek van Hilly Kristal in CBGB Club en op 6 juli 1978 in CBGB Theatre in New York. Piet van Dijk zegt in het boek Het Gejuich Was Massaal dat dit optreden op een presentatieavond was waar bands zich gratis voor konden inschrijven. De band bracht dit echter richting Nederlandse pers alsof ze waren uitgenodigd. Het optreden in CBGB Theatre werd opgenomen door het New Yorkse radiostation WPIX-FM en uitgezonden op 8 juli 1978, inclusief een door presentatrice (en muzikante) Jane Hamburger na het optreden afgenomen interview. Daarmee was Panic een van de eerste Nederlandse punkbands die in de Verenigde Staten speelden.
Begin 1979 viel de band min of meer uit elkaar, definitief na een optreden in Hedon te Zwolle op 17 februari 1979.
In 2012 besteedde het programma Andere Tijden in een aflevering Punk, van pret naar protest (NTR: VPRO, 8 april 2012) onder meer aandacht aan Panic als representant van de "pret"-kant van punk.
Eind 2015 hebben alle betreffende Panic-auteurs een procedure inzake buitengerechtelijke ontbinding van PALM en NMUV aangespannen tegen muziekuitgeverij Franthea Music, alwaar alle nummers nog steeds in portefeuille zaten. Daardoor vielen met ingang van 2016 alle auteursrechten van de nummers terug aan de betreffende auteurs.
Op 10 juni 2016 kreeg in het kader van het festival "FURY! Punk Culture" van Eye Filmmuseum Amsterdam een "work in progress"-film PANIC! van Duco Donk een eerste "screening". In de film is gebruikgemaakt van beeld- en geluidsmateriaal van een optreden van Panic op 3 mei 1978 in De Kunstmin te Gouda. Dat filmmateriaal kwam naar aanleiding van een aflevering Punk, van pret naar protest van Andere Tijden boven water uit de archieven van Peter ten Seldam. Sindsdien wordt gewerkt aan het vervolmaken en in roulatie brengen van de film.
In 2017 konden de rechten teruggekocht worden van de platenmaatschappij Universe Productions, waardoor ook de mastertape van de studio-opnames van de lp "13" weer in bezit kwam en releases in eigen beheer mogelijk werden. Als gevolg is in 2018 de lp "13" in eigen beheer (label DUH) wereldwijd op circa 200 streamingportals geplaatst, onder andere op Spotify, Deezer en Apple Music.
Op 16 februari 2020 krijgt de inmiddels afgemaakte film Jimmy Is Punk - The Story Of Panic van Duco Donk de Grand Prix Fame 2020 van het FAME Festival international de films sur la musique, dat gehouden werd in La Gaîté-Lyrique (Établissement culturel de la Ville de Paris) te Parijs.
Op 30 maart 2020 werden drie albums met liveopnames in eigen beheer (label DUH) uitgebracht op streamingportals. Het zijn de albums (ep-formaat):
- Keihard en swingend sessie. De liveopnames op dit album zijn afkomstig van opnamesessies van door Muziekkrant OOR geselecteerde bands, waaruit nummers voor de lp ‘Keihard en Swingend! Live in Paradiso’ werden verkozen. Dit werd mogelijk mede dankzij inzet van Fer Abrahams en de goedkeuring van OOR.
- Panic live at the CBGB Theatre. De liveopnames op dit album zijn afkomstig van een optreden in CBGB Theatre, New York op 6 juli 1978, dat werd opgenomen door WPIX FM Radio en uitgezonden op 8-7-1978. Hierop staat ook het nummer P.A.N.I.C. dat niet eerder op geluidsdrager werd uitgebracht. De liveopnames zijn gevonden in het archief van Joe Piasek, oud-programmadirecteur van WPIX FM Radio, en zijn door hem digitaal beschikbaar gesteld.
- Panic on fire! De liveopnames op dit album zijn afkomstig van een optreden dat plaatsvond op de Rock Against Racism-avond in Paradiso te Amsterdam op 22 november 1978. Het optreden werd door het programma Gort en Watergruwel (later Rauhfaser) van de KRO  uitgezonden. Zanger Peter ten Seldam kwam als Sinterklaas verkleed op met twee als Zwarte Piet verklede hulpjes. Op een plaat asbest onder zijn tabberd bevestigde rotjes en vuurpijlen werden aangestoken en de zaal in geschoten. Dat is goed hoorbaar op de opnames.[1]

Op 16 september 2020 werd Jimmy Is Punk - The Story Of Panic genomineerd in de categorie Best Music Documentary bij het 28th RAINDANCE Film Festival 2020 in Londen, maar won op 6 november 2020 in de (vanwege COVID-19) online Award Ceremony deze Award niet.
Op 11 november 2020 kreeg Jimmy Is Punk - The Story Of Panic wel de "Award Best Music Documentary" van de organisatie van het DOC LA Film Festival in Los Angeles, Californië, USA.

## Bandleden
- Peter ten Seldam (alias Peter Penthouse) - zang
- Michiel van 't Hof (alias Mike Decourt)  - gitaar, zang
- Piet van Dijk (alias Pete Passion)       - basgitaar, zang
- Rein de Graaf (alias Rheinhard Roffel)   - drums († 5-11-2010)

## Discografie
- 1978: "13" (lp, Universe (LS-7) / Ariola (26388 XOT))
- 2011: "13" (lp, Sing Sing Records (Sing 023))